# Live Up to Your Name
Live Up to Your Name (hangul: 명불허전; rr: Myeongbulheojeon) é uma telenovela sul-coreana de fantasia-médica exibida pela emissora tvN entre 12 de agosto a 1 de outubro de 2017 com um total de 16 episódios. É estrelada por Kim Nam-gil e Kim Ah-joong.
O enredo refere-se ao trabalho de médicos dos séculos XVII e XXI e marca o retorno a televisão do ator Kim Nam-gil, após quatro anos.

## Enredo
Heo Im (Kim Nam-gil) é um médico de medicina tradicional coreana do período Joseon, que trabalha na clínica para os pobres durante o dia e ganha uma fortuna fazendo visitas às casas de oficiais do alto escalão à noite. Ele é famoso por suas excelentes habilidades de acupuntura. Um dia, ele cai em um rio e viaja para os dias modernos de Seul. Lá, ele encontra Choe Yeon-kyung (Kim Ah-joong), uma cirurgiã cardiotorácica do Hospital Shinhae.

## Elenco

### Principal
- Kim Nam-gil como Heo Im / Heo Bong-tak

Um acupunturista que acaba em Seul 400 anos depois de quando estava prestes a morrer.
- Kim Ah-joong como Choi Yeon-kyung

Uma cirurgiã que vai a clubes noturnos para liberar seu estresse.

### Suporte
- Moon Ga-young como Dongmakgae
- Kim Myung-gon como Yoo Sung-tae/Yoo Jin-oh (Joseon)
- Um Hyo-sup como Heo Jun
- Ahn Suk-hwan como Shin Myung-hoon/Ministro da Guerra (Joseon)
- Maeng Sang-hoon como Yoo Chan-sung
- Lee Dae-yeon como Professor Hwang
- Oh Dae-hwan como Doo-chil
- Tae Hang-ho como Min Byung-gi
- Kim Byung-choon como Kwon Ji
- Yoo Min-kyu como Yoo Jae-ha
- Yoon Joo-sang como Choi Chun Sool
- Byeon Woo-seok como assistant Heo Jun
- Kim Sung-joo como Kim Min-jae
- Roh Jeong-eui como Oh Ha-ra
- Yeom Hye-ran como Restaurant owner
- Hiromitsu Takeda como Sayaga (Joseon)/Kim Chung-sun (Nome de batismo após as invasões japonesas na Coreia (1592–98)

## Recepção
Na tabela abaixo, os números azuis representam as audiências mais baixas e os números vermelhos representam as audiências mais elevadas.
| Ep. | Data de transmissão original | Audiência média | Audiência média | Audiência média |
| Ep. | Data de transmissão original | AGB Nielsen     | AGB Nielsen     | TNmS            |
| Ep. | Data de transmissão original | Em todo o país  | Seul            | Em todo o país  |
| --- | ---------------------------- | --------------- | --------------- | --------------- |
| 1 | 12 de agosto de 2017         | 2.715%          | 2.855%          | 3.2%            |
| 2 | 13 de agosto de 2017         | 3,995%          | 4,536%          | 3,3%            |
| 3 | 19 de agosto de 2017         | 4,541%          | 5,227%          | 3,6%            |
| 4 | 20 de agosto de 2017         | 5,998%          | 6,572%          | 5,0%            |
| 5 | 26 de agosto de 2017         | 4,347%          | 4,659%          | 3,7%            |
| 6 | 27 de agosto de 2017         | 5,617%          | 5,968%          | 4,7%            |
| 7 | 2 de setembro de 2017        | 5,541%          | 6,064%          | 4,2%            |
| 8 | 3 de setembro de 2017        | 6,357%          | 6,712%          | 4,8%            |
| 9 | 9 de setembro de 2017        | 5,965%          | 6,802%          | 5,3%            |
| 10 | 10 de setembro de 2017       | 6,520%          | 7,688%          | 6.0%            |
| 11 | 16 de setembro de 2017       | 5,889%          | 6,636%          | 5,3%            |
| 12 | 17 de setembro de 2017       | 6,164%          | 6,848%          | 5,0%            |
| 13 | 23 de setembro de 2017       | 5,590%          | 6,516%          | 5,4%            |
| 14 | 24 de setembro de 2017       | 5,364%          | 6,142%          | 3,4%            |
| 15 | 30 de setembro de 2017       | 4,959%          | 5,641%          | 3,9%            |
| 16 | 1 de outubro de 2017         | 6.907%          | 7.888%          | 5,5%            |
| Média | Média                        | 5.404%          | 6.047%          | 4.5%            |
| - Este drama foi transmitido por um canal de televisão por assinatura, que normalmente tem um público relativamente menor em comparação com as emissoras de televisão abertas (KBS, SBS, MBC e EBS). |                              |                 |                 |                 |

## Transmissão internacional
- Na Malásia e Singapura, sua exibição ocorreu pela tvN Asia sob o título Myeongbulheojeon, 24 horas após sua transmissão original exibida em 13 de agosto de 2017 às 21h45 (SIN/MAL), reformulada em 18 de dezembro de 2018 às 20:30 (episódio duplo), e exceto Singapura e Malásia para o resto do sudeste da Ásia, Taiwan, Hong Kong e Sri Lanka a partir de 8 de novembro de 2018 às 21:45 (HKT) na quinta e sexta-feira.[5]
- No Vietnã, a série foi ao ar no VTC5 tvBlue a partir de 11 de setembro de 2017 sob o título Danh Y Heo Im.[6]
- Na Indonésia, a série foi ao ar na Sony One sob o título Live Up to Your Name, de 16 de janeiro a 9 de fevereiro de 2018.[7]
- Nas Filipinas, a série foi ao ar no Asianovela Channel de 23 de dezembro de 2019 a 31 de janeiro de 2020.